# Maison allumette
Les maisons allumettes sont des demeures que l'on retrouve un peu partout dans Gatineau (Québec) où résidaient autrefois les ouvriers travaillant dans les scieries et les papetières. Ces maisons construites en bois ont une apparence bien particulière. Leurs façades étroites, construites en hauteur, avec un toit très pentu à deux versants et alignées les unes à la suite des autres, leur donnent l'apparence d'allumettes cordées dans leur boite. 

## Histoire

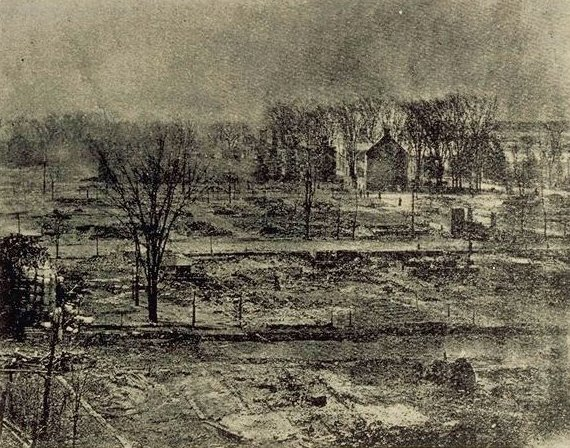
Hull après le grand feu de 1900.

Comme elles sont construites en bois, au moindre incident, elles pouvaient prendre feu, facilitant la propagation des incendies. Beaucoup de ces maisons ont été détruites par d'importants incendies qui ont sévi fin XIXe siècle et surtout le grand feu de Hull en 1900. Heureusement, plusieurs de ces maisons ont traversé l'épreuve du temps. On peut donc encore en voir sur l'Île-de-Hull, à Pointe-Gatineau, dans Deschênes, et le Vieux-Aylmer. Elles font partie du patrimoine industriel de la ville de Gatineau et de l'histoire de ses ouvriers. La préservation de ce volet de l'histoire fait donc partie de la politique patrimoniale de Gatineau
.

## Le terrain
Les propriétaires des usines possédaient aussi les lots entourant leurs usines. Afin de loger leurs ouvriers, ils subdivisaient ces lots en petites parcelles, qu'ils louaient à leurs ouvriers, avec bail d'une durée de cinq ans. Afin de pouvoir accommoder le plus d'ouvriers possible, ils eurent l'idée de diviser les terrains en lanières étroites, ce qui du même coup, augmentait leurs revenus de location.

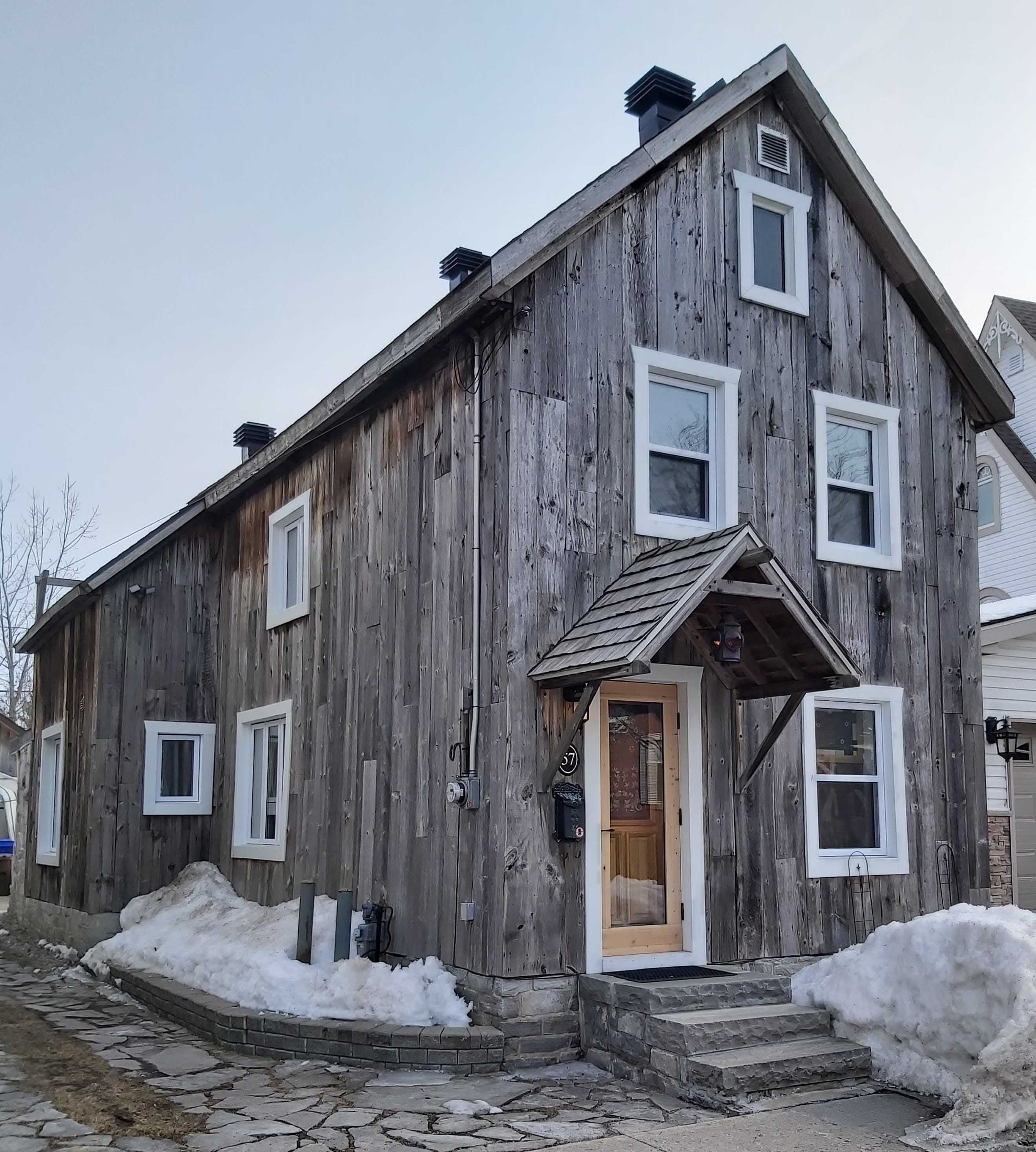
Une maison allumette à Gatineau.

Les ouvriers étaient à la merci des propriétaires fonciers, car ces derniers avaient le loisir de ne pas renouveler le bail.
Un nombre suffisamment important de gens ont dû se retrouver dans cette catégorie, vu que le Gouvernement du Québec a adopté la Loi sur les constituts ou sur le régime de tenure (abrogée en 1994) qui favorisait ce type de locataires.

## La construction
Les ouvriers ne disposant pas d'un revenu élevé, et risquant d'être évincés du terrain qui ne leur appartenait pas, ne pouvaient pas se permettre d'investir dans la construction de leur demeure. Souvent ils se procuraient du bois de construction à même les surplus de l'usine, et se contentaient d'une demeure qui leur procurait le confort, mais sans superflu. Le fait qu'ils aient été locataires du terrain explique aussi le fait que ces maisons n'arborent aucune fantaisie, aucun surplus architectural.